# Кампора-Сан-Джованни

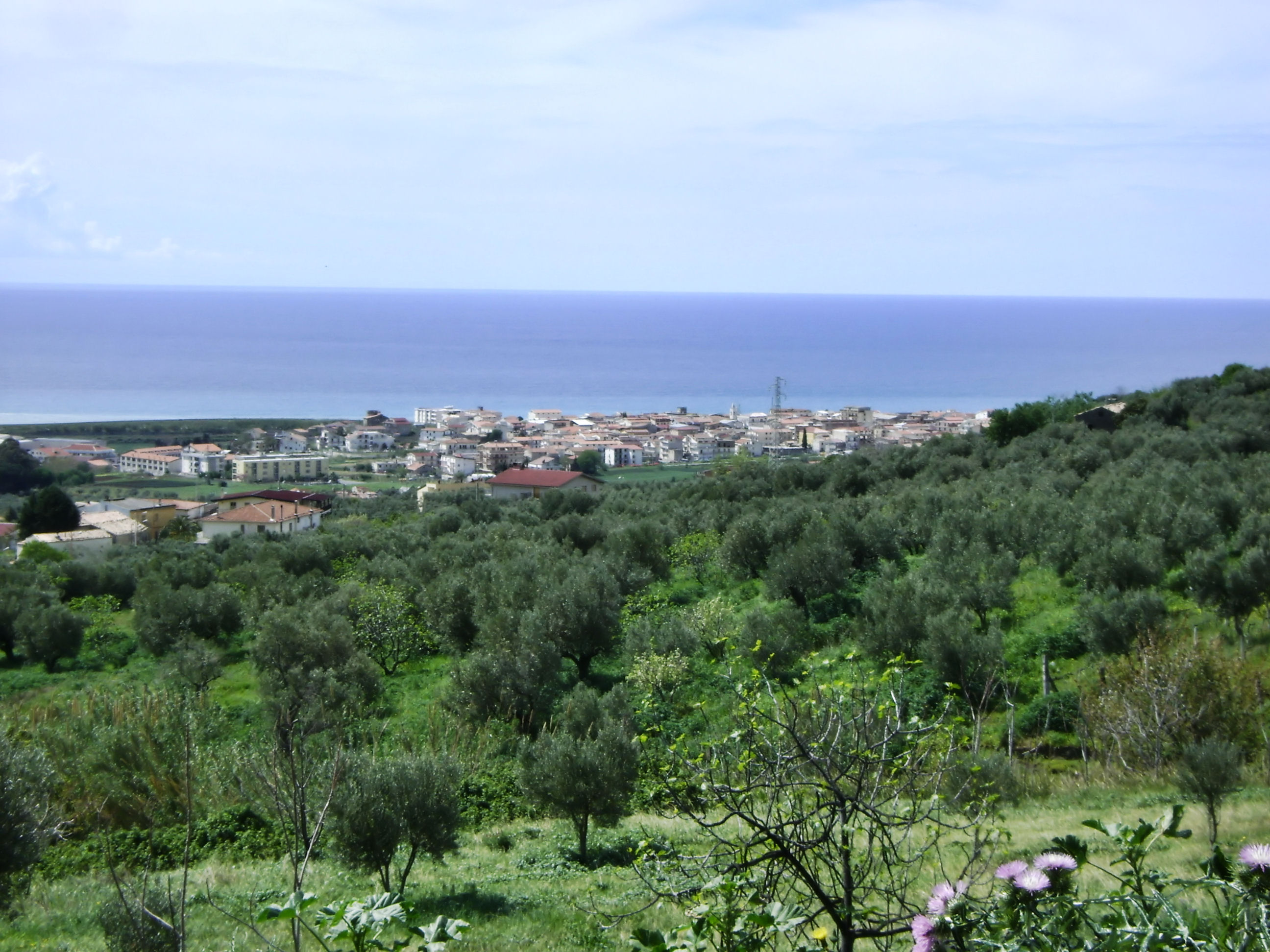
Кампора-Сан-Джованни в 2009 г.

Ка́мпора-Сан-Джова́нни (итал. Campora San Giovanni, неап. Campura San Giuvanni, сиц. Campura Santu Janni) — сельский округ, порт и часть коммуны Амантея провинции Козенца, Калабрия, Италия, по расположению прилегает к провинции Катандзаро.

## География
Кампора расположена на побережье Тирренского моря, расположена на небольшом плато на побережье, возле впадения реки Олива (к северу). С севера к Кампоре примыкает округ Корека.
На близлежащих холмах выращивают виноград для производства вина и масличные культуры.  Панорама с местных холмов простирается от залива Ламеция-Терме до вулкана Стромболи, дым которого виден в ясные солнечные дни.
Из порта Кампора есть морское сообщение до Эолийских островов.

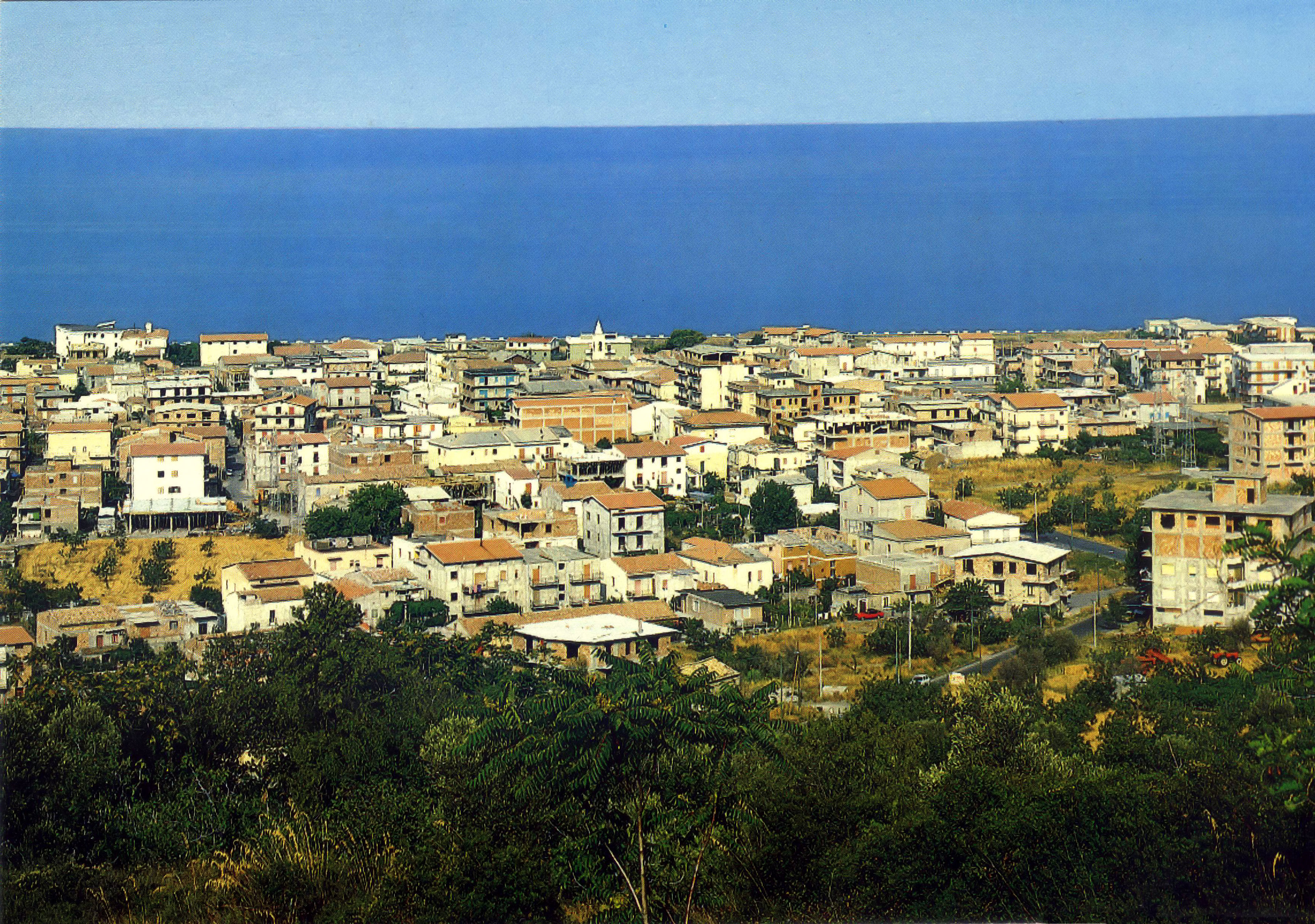
Кампора-Сан-Джованни в 1970 г.

### Климат
| Показатель                    | Янв. | Фев. | Март | Апр. | Май  | Июнь | Июль | Авг. | Сен. | Окт. | Нояб. | Дек. | Год  |
| ----------------------------- | ---- | ---- | ---- | ---- | ---- | ---- | ---- | ---- | ---- | ---- | ----- | ---- | ---- |
| Абсолютный максимум, °C       | 27,0 | 29,0 | 34,7 | 35,7 | 38,9 | 43,0 | 43,1 | 42,4 | 40,4 | 35,8 | 30,6  | 26,7 | 43,1 |
| Средний суточный максимум, °C | 14,9 | 14,9 | 16,5 | 18,8 | 22,6 | 26,4 | 29,4 | 30,0 | 27,4 | 24,1 | 19,9  | 16,5 | 21,8 |
| Средняя температура, °C       | 13,4 | 13,8 | 13,6 | 15,8 | 19,4 | 23,1 | 26,1 | 26,8 | 24,3 | 21,0 | 17,1  | 14,0 | 18,8 |
| Средний суточный минимум, °C  | 10,4 | 10,0 | 11,1 | 13,1 | 16,4 | 20,2 | 23,0 | 23,8 | 21,4 | 18,3 | 14,6  | 11,7 | 16,2 |
| Абсолютный минимум, °C        | 2,0  | 2,4  | 2,4  | 6,5  | 9,8  | 13,0 | 17,8 | 17,9 | 13,4 | 10,0 | 5,1   | 1,6  | 1,6  |
| Норма осадков, мм             | 116  | 73   | 100  | 63   | 54   | 21   | 13   | 20   | 61   | 75   | 137   | 161  | 904  |
| Источник: Погода и Климат     |      |      |      |      |      |      |      |      |      |      |       |      |      |

## Экономика

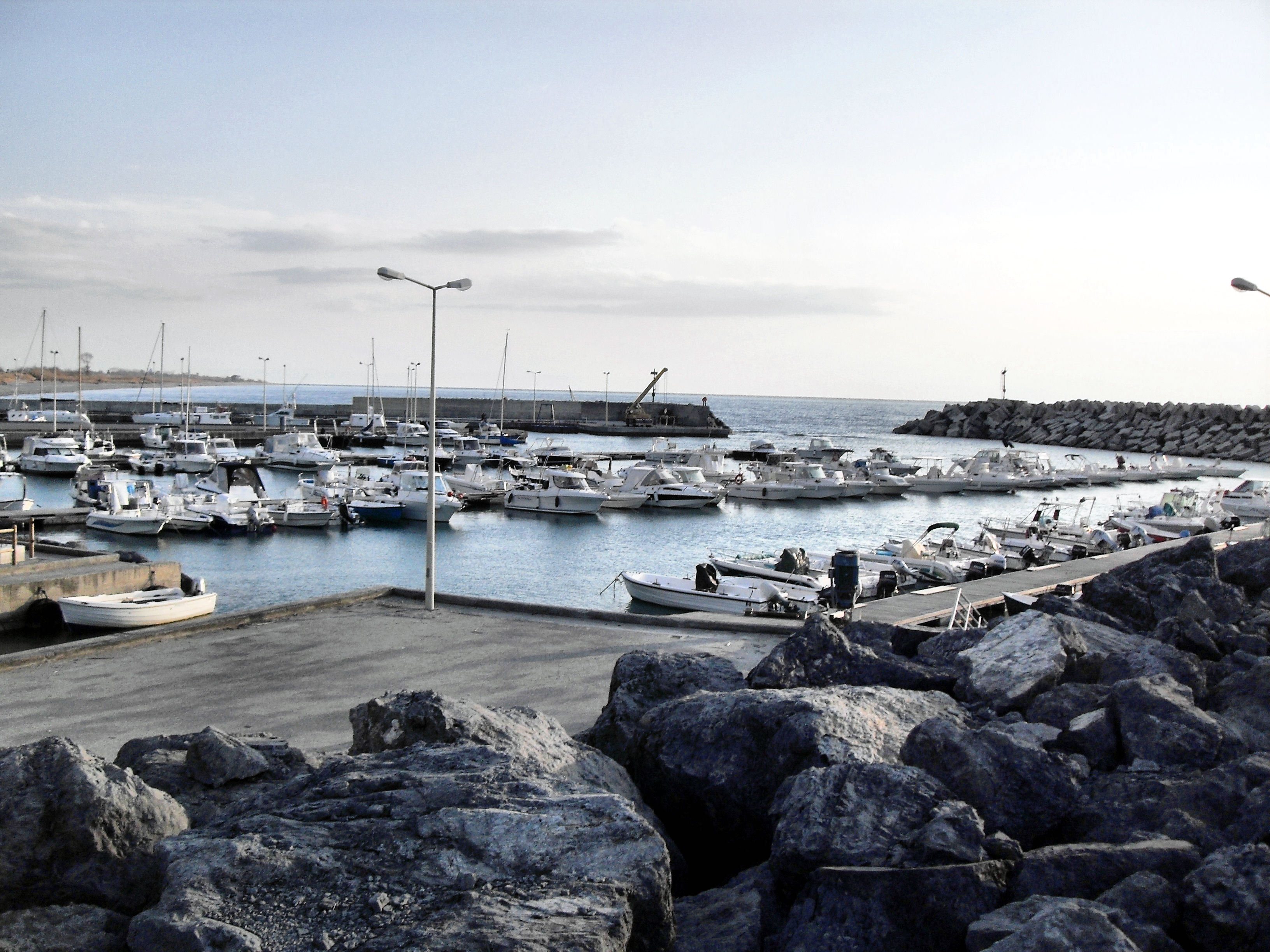
Вид на порт Кампора-Сан-Джованни

Экономика основана на сельском хозяйстве и туризме. С 1980-х годов, значительную роль в экономике играет экспорт красного лука, который пользуется спросом на итальянском и зарубежном рынках.

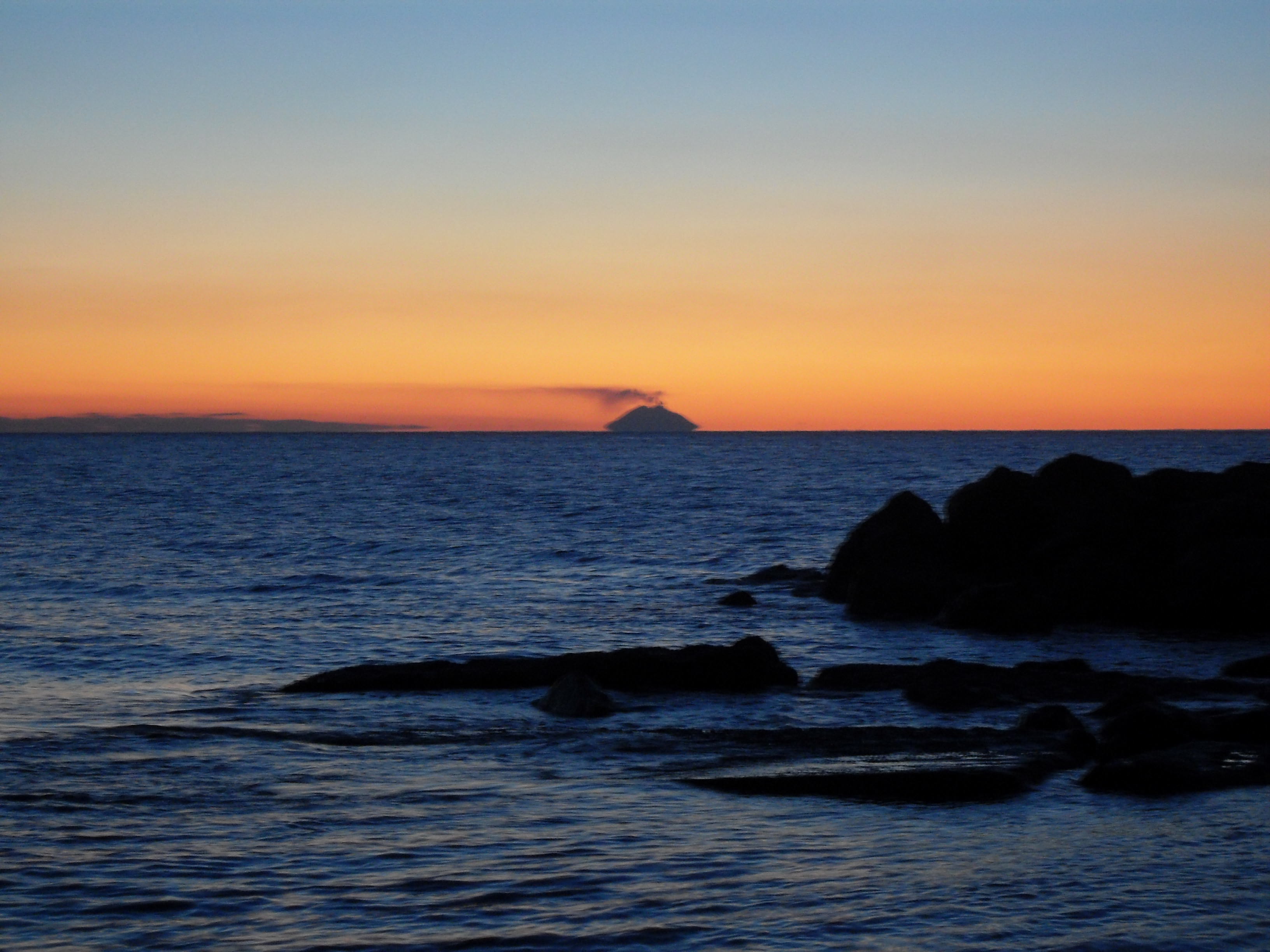
Вулкан Стромболи видно из залива Кампора-Сан-Джованни

В округе также расположен морской курорт. Ключевым элементом туристической инфраструктуры является порт, построенный в 2003 году, из которого легко добраться до Липарских островов.
Торговой активности благоприятствует наличие таких транспортных коммуникаций, как шоссе SS18, железнодорожная ветка и автострада А3, соединяющая округ с международным аэропортом Ламеция-Терме. На железнодорожной линии, идущей вдоль побережья, имеется пассажирская станция Campora San Giovanni-Serra Ajello.

## Населённые пункты
На территории Кампора-Сан-Джованни расположены следующие деревни:
| - Аугурато - Каррателли - Колоньй | - Козза - Куккувалья - Фравитте | - Галло (южная часть) - Имбелли - Марано | - Маринелла - Мирабелли - Олива | - Пиана Кавалло - Пиана Маурй - Принципесса | - Рибес - Рубано - Стрйттуьрй - Вилланова |

## История
В античное время на территории современной Кампоры располагались два города Великой Греции:
- Темеза (или Темпса) — один из древнейших авсонских городов в Южной Италии, сделавшийся потом римской колонией[1].
- Клете, древний город.

Оба города, враждовавшие друг с другом, стали жертвой пиратских напедений и впоследствии были разрушены. Местное же население бежало в горы. Впоследствии территория современной Кампоры была объектом колонизации и завоеваний со стороны многих народов: финикийцев, греков, римлян, варваров, арабов, византийцев и норманнов.

### Средние века

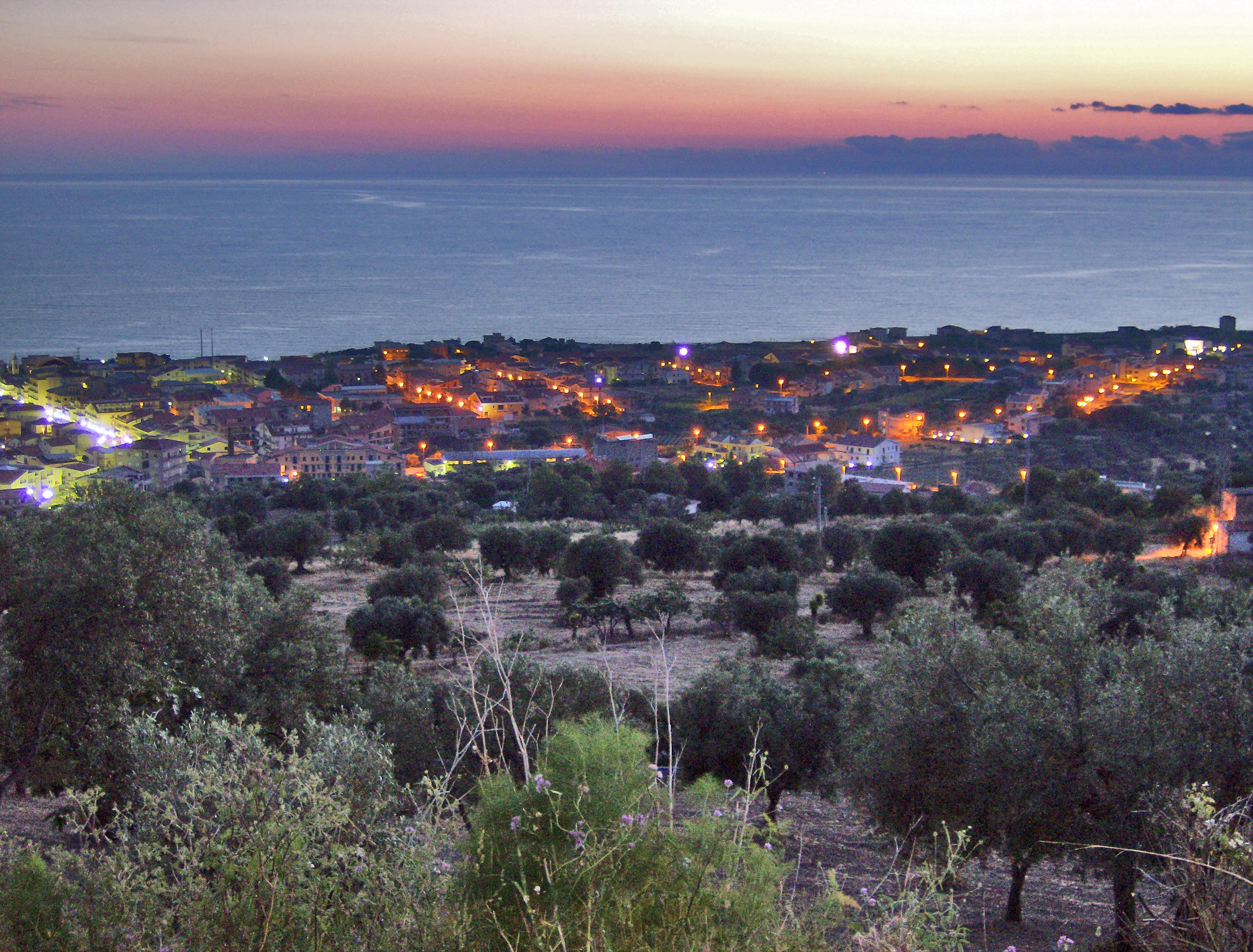
Летняя панорама Кампора Сан Джованни, на закате, со стороны деревушки Мирабель.

О событиях в этой области в средневековье сохранилось немного исторических документов. Это была центральная часть владений эмира Мохаммеда Абдул аль-Зимзим, который начал вторжение в Amantea (известное в то время как Клампетиа), однако арабское владычество было коротким. После завоевания территории византийцами она вновь была отвоёвана, но уже норманнами. В норманнский период в окрестностях современного поселения были построены первые защитные сооружения и башни. С подчинением территории представителям арагонской династии, а затем и Неаполитанскому королевству, территория потеряла своё значение. Возрождение потенциала Кампоры произошло только в Новое время. В 1730-х годах здесь была построена фабрика по производству шёлка и часовня, однако уже в 1756 году фабрика была закрыта и город вновь пришёл в упадок.
К 1876 году территория Кампоры была разделена на современные городские советы Амантеи, Аелло-Калабро и Ночера-Теринезе. В конце XIX века последовала первая волна иммигрантов из соседних коммун, что привело к значительному росту населения окрестностей. Однако после Первой и Второй мировых войн население вновь резко сократилось.

### Современный период

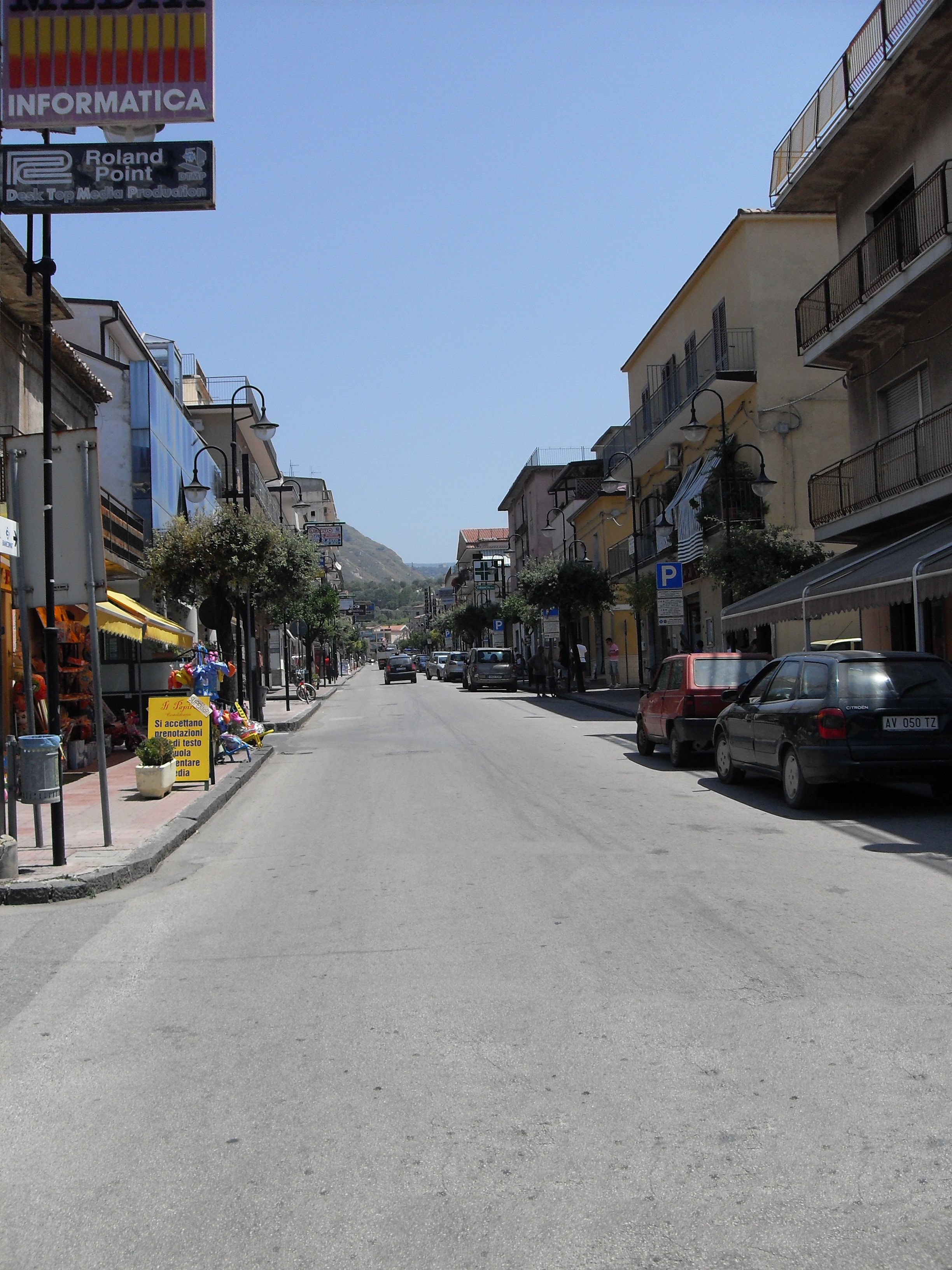
Corso Italia, центральная улица деревни.

Кампора до 1876 года состояло из муниципальных советов Амантеи, Айелло Кэлэбро и Носеры Теринесе. В 1877 году в этих местах появились первые переселенцы с соседних коммун Клето, Носера Теринезе, Айелло Кэлэбро, Бельмонте Калабро, Лаго, Лонгобардии, Сан Манго д’Акино.
За последующие двадцать лет новые миграционные волны дошли до побережья. В 1898 году Амантея приобретает территорию Кампоры Сан Джованни у её соседей.

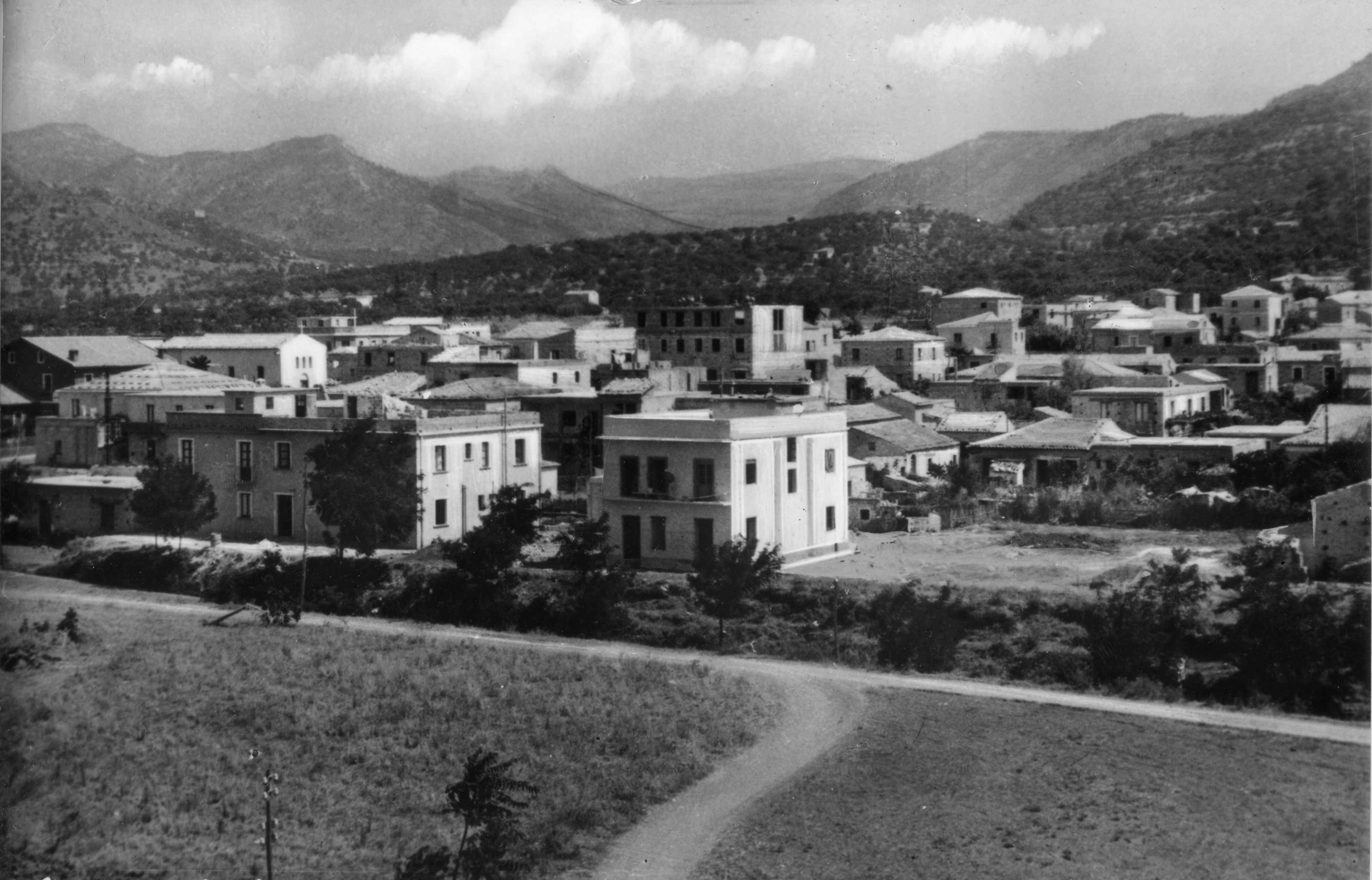
Панорама Кампора-Сан-Джованни в фотографии с 1960-х, с видом на залив антенну Кампора-Сан-Джованни

Когда разразилась Вторая мировая война, многие жители Кампоры встали в ряды вооружённых сил для защиты своей отчизны. В 1943 году Италия была подвергнута бомбардировке Союзников; окрестности Аугурато превратились в руины. Во время своего отступления нацисты обвинив в измене расстреляли 50 кампорезцев.
Как и по всей Италии, в 1950-х и 1980-х годах много кампорезцев в поисках работы переехали на север Италии, в Венесуэлу и Новую Зеландию; по подсчётам, за 30 лет с родных мест уехало приблизительно 7 тысяч человек.
В 80-е годы XX столетия в Кампора Сан Джованни начался экономический бум, который продлился 5 лет. За этот период бурно строилась инфраструктура отелей и морских структур. С падением Берлинской стены из Восточной Европы хлынули миграционные волны чернорабочих, в основном, для занятия в сельскохозяйственной (женщины) и строительной (мужчины) отраслях. На сегодня есть небольшой приток китайских, арабских (из стран Магриба) и индийских рабочих.
В современной период экономика города основывается, прежде всего, на сельском хозяйстве и туризме.

## Культура

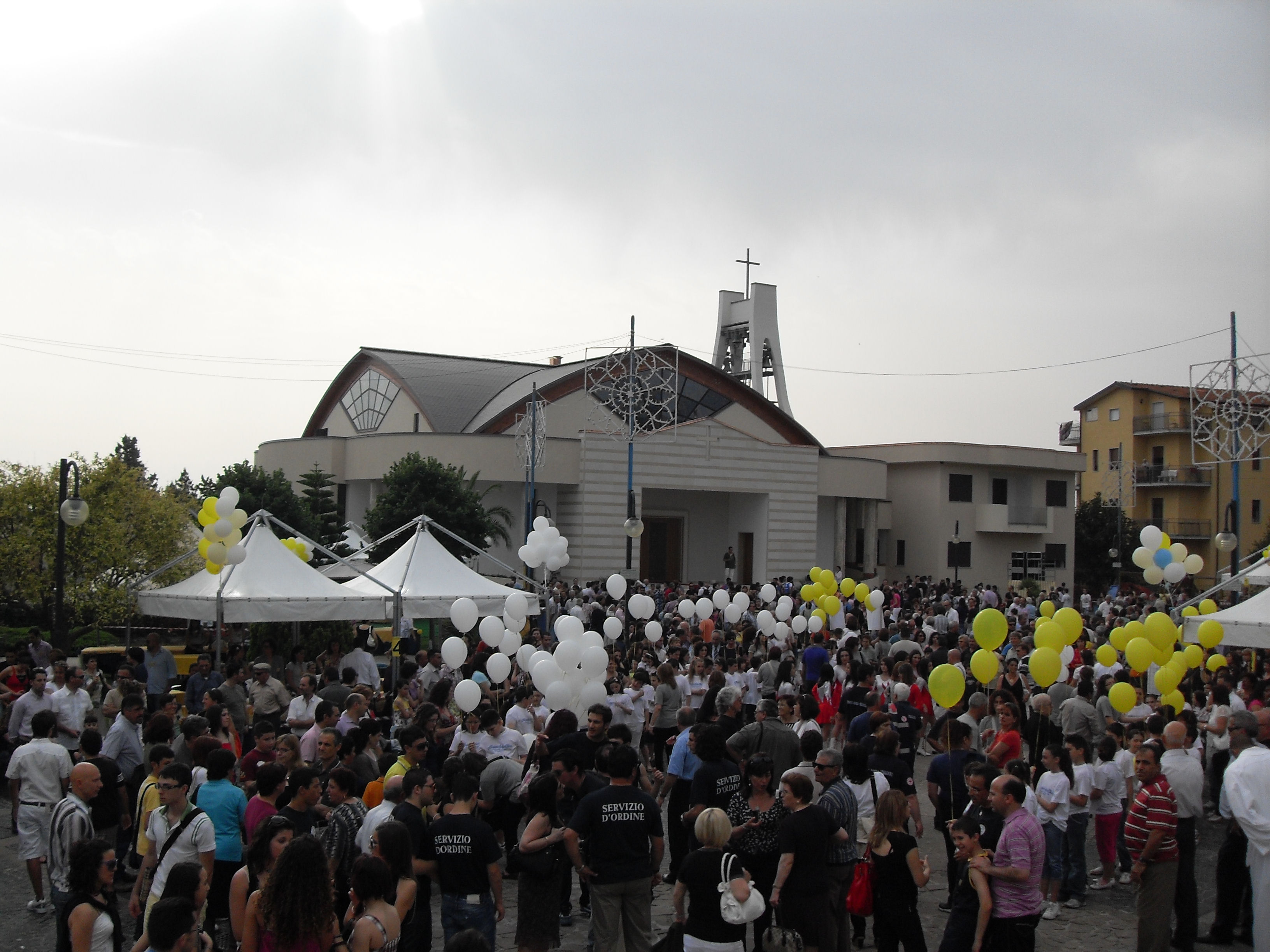
Инагурация в новой Церкви св. Петра апостола, 12 июня 2010.

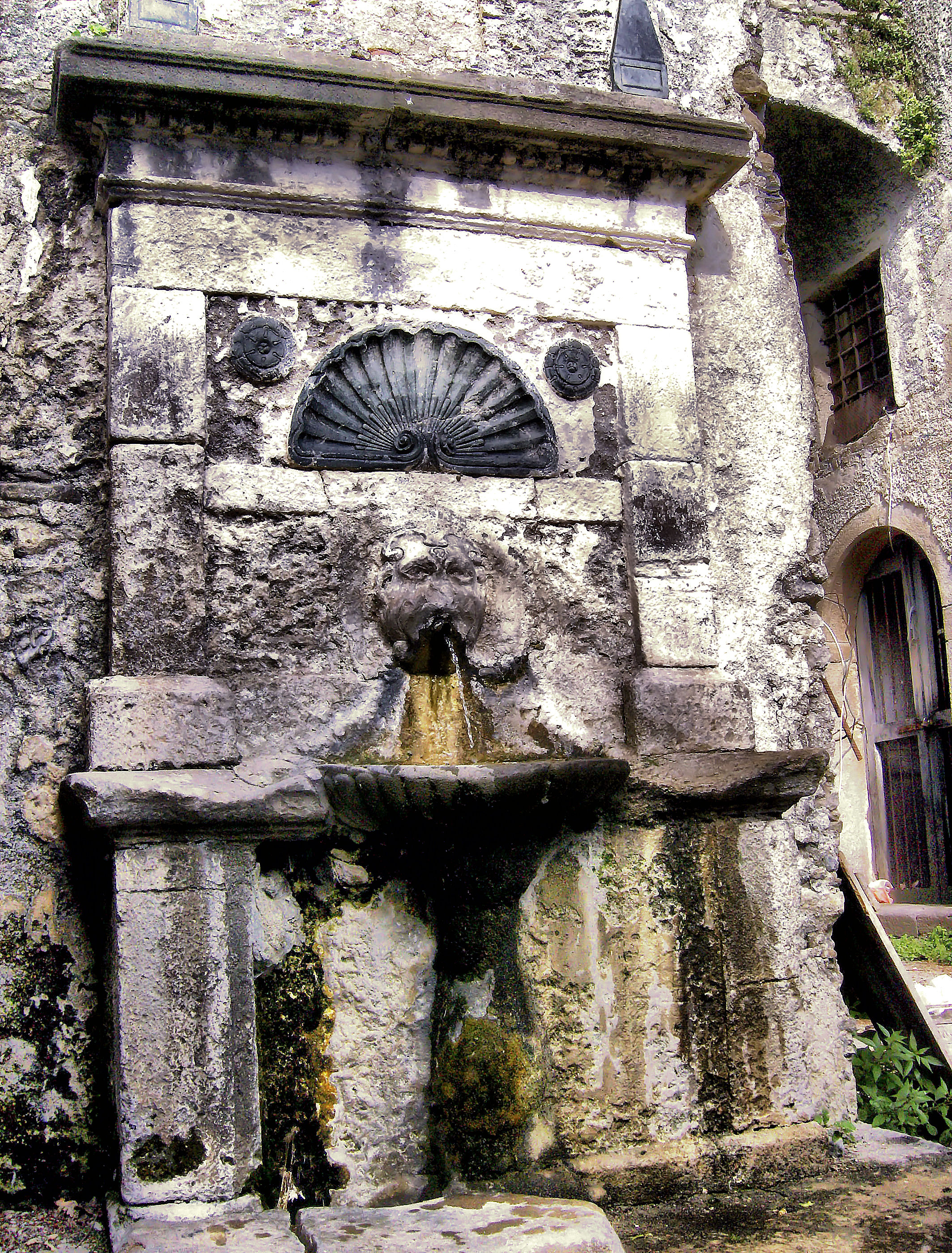
Funtana du Peshcaru (Источник кукол) в Аугурато.

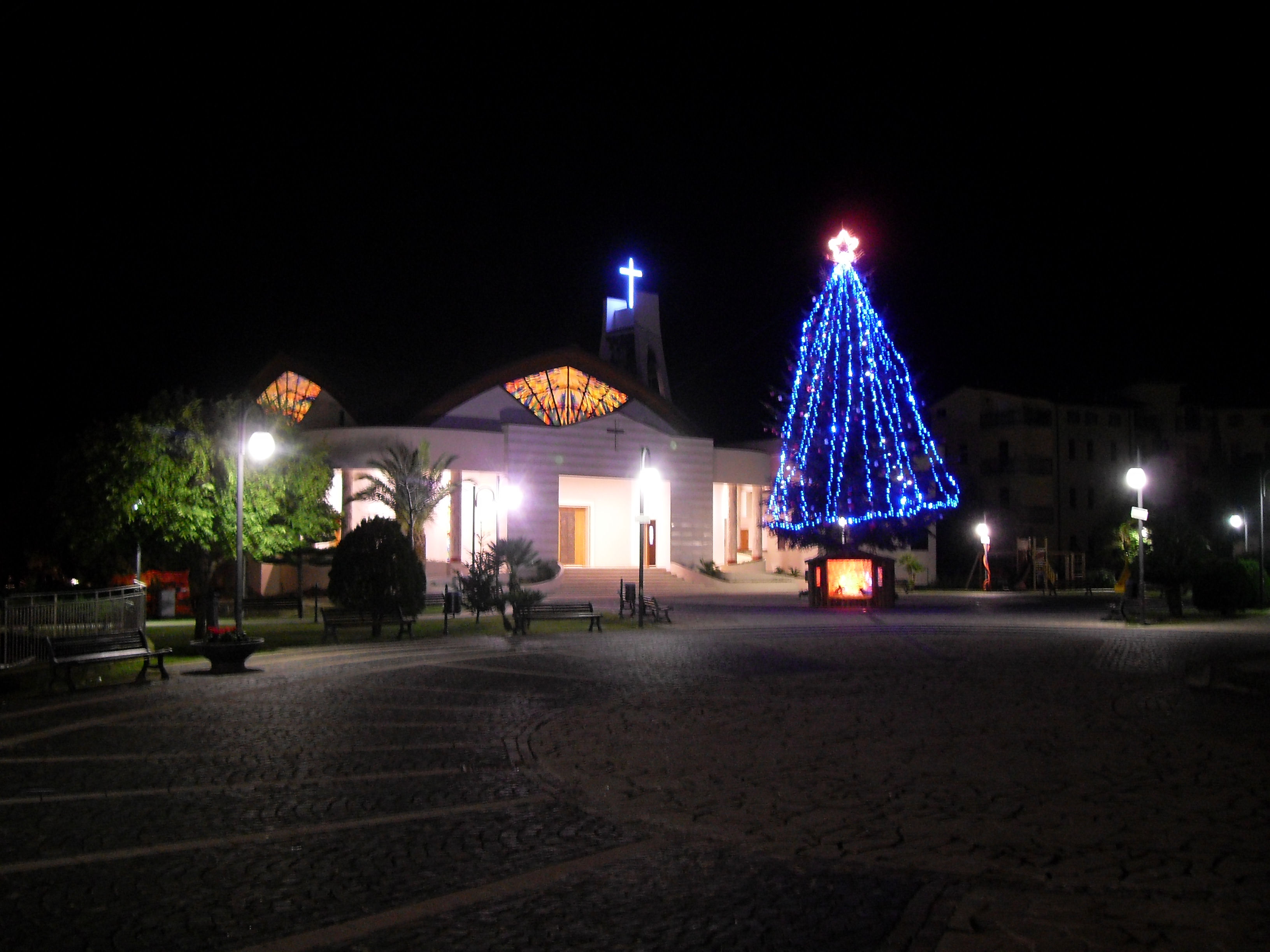
Piazza San Francesco di Paola на Рождество 2010 г.

## Достопримечательности
Высокая башня XIV века — единственное примечательное здание. Верхняя часть башни украшена ступенчатыми выступами. Эта башня получила прозвище U Turriune («большая башня») на местном диалекте. Недавно были построены порт (2002) и площадь св. Франциска из Паолы (местный святой-покровитель, дни памяти которого празднуют с 1-го по 3 сентября). Во время праздника, на который приходят многочисленные паломники из соседних деревень, процессия несёт на плечах по улицам города статую святого, обычно сопровождаемую повозкой с цветами и вотивными дарами.

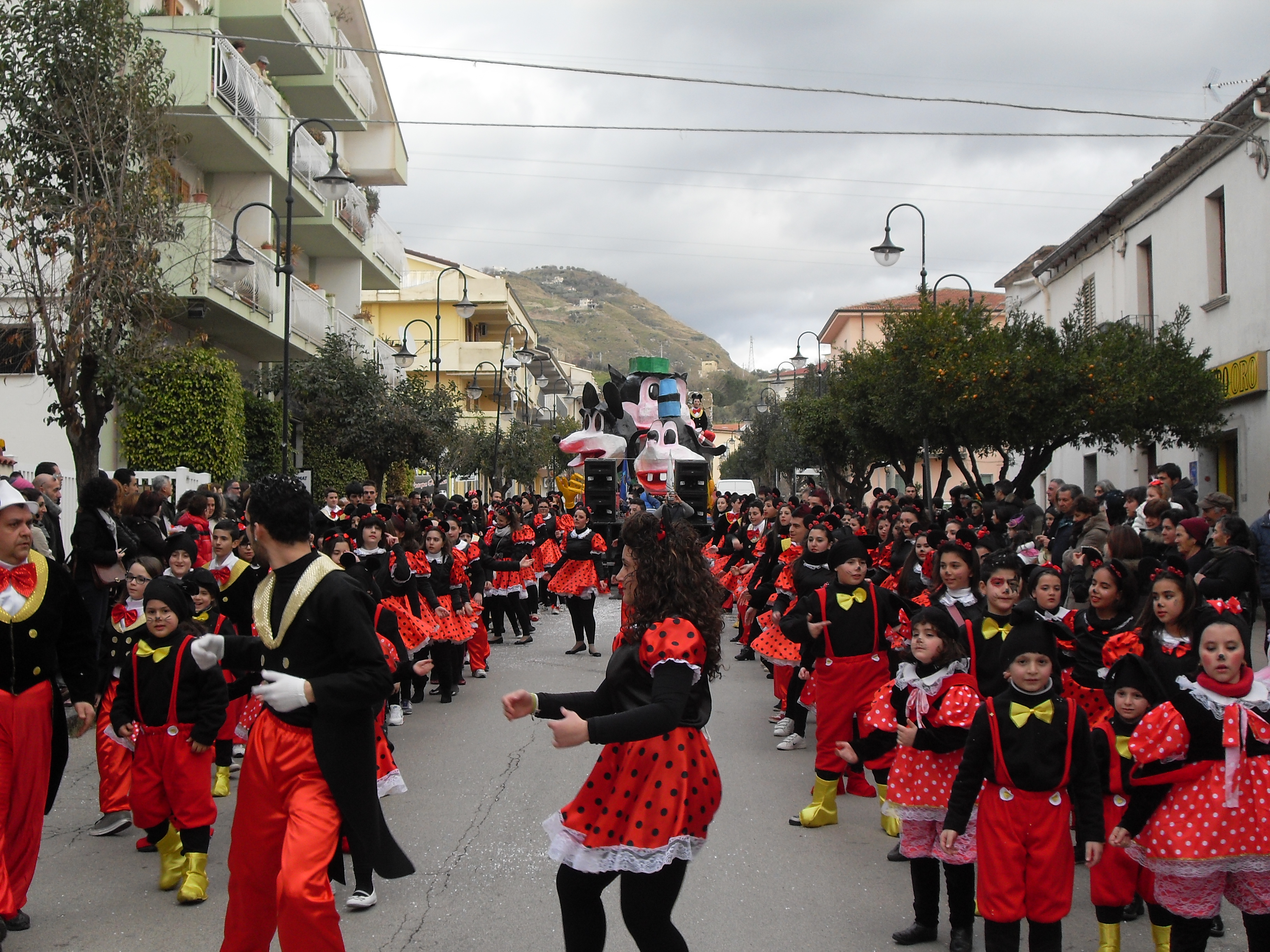
Типичный карнавал Кампора-Сан-Джованни издание 2012

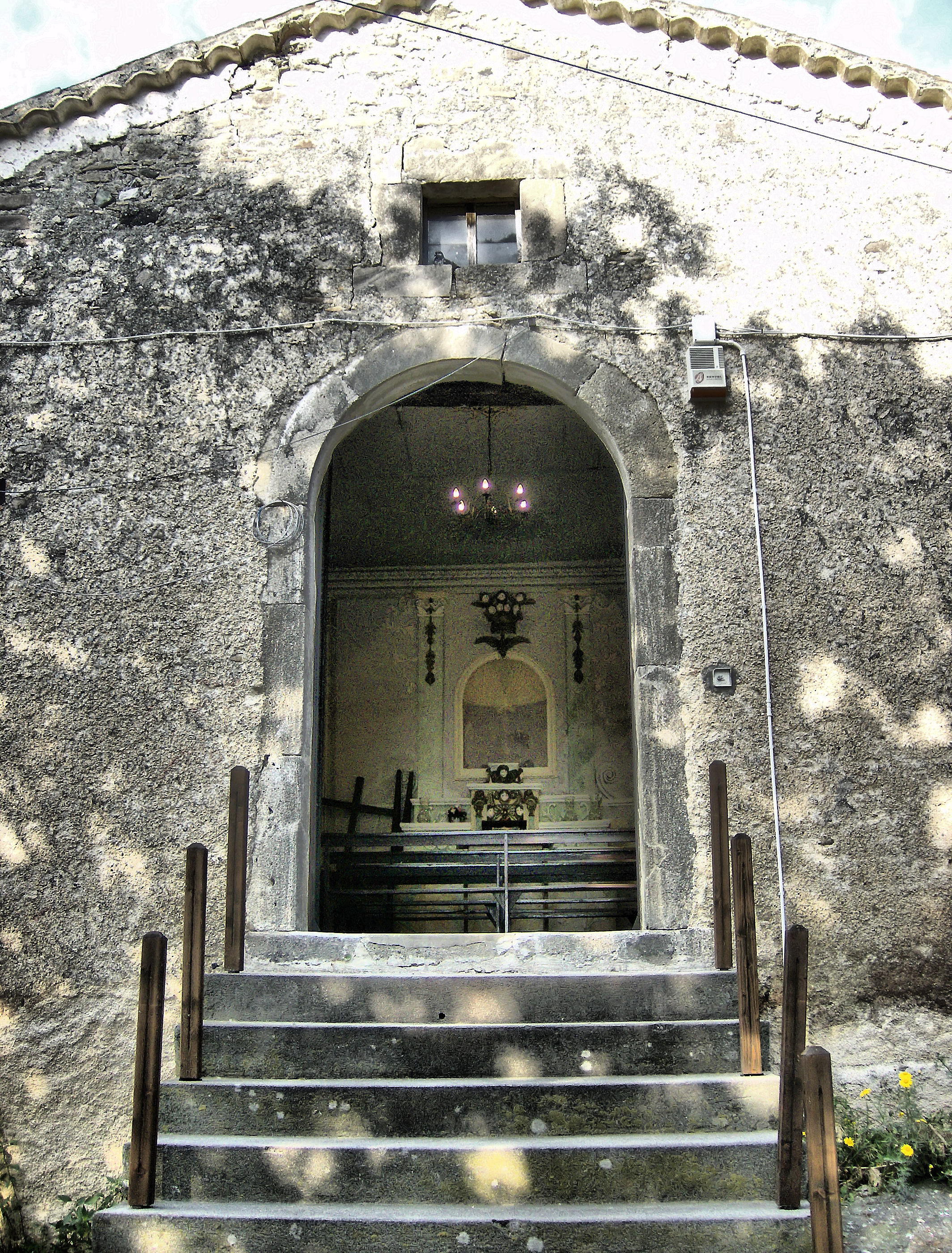
Церковь Санта-Филомена в Аугурато

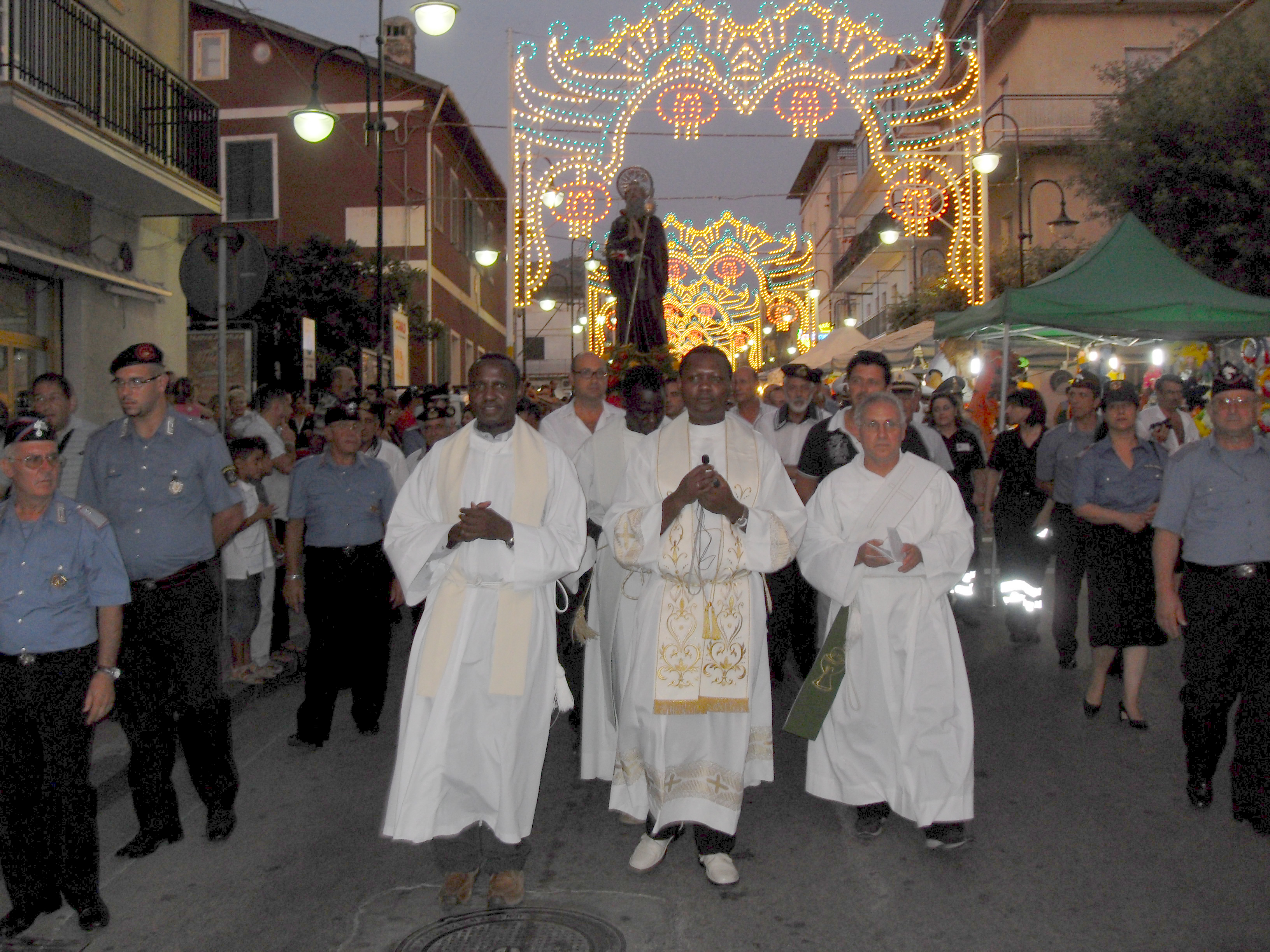
Шествие Св. Франциск из Паолы от 3 сентября 2009 года.

## Калабрийская кухня
Типично местная кухня традиционно включает в себя овощные и рыбные яства, кондитерские изделия из теста, сосиски из свинины.

### Пирожные

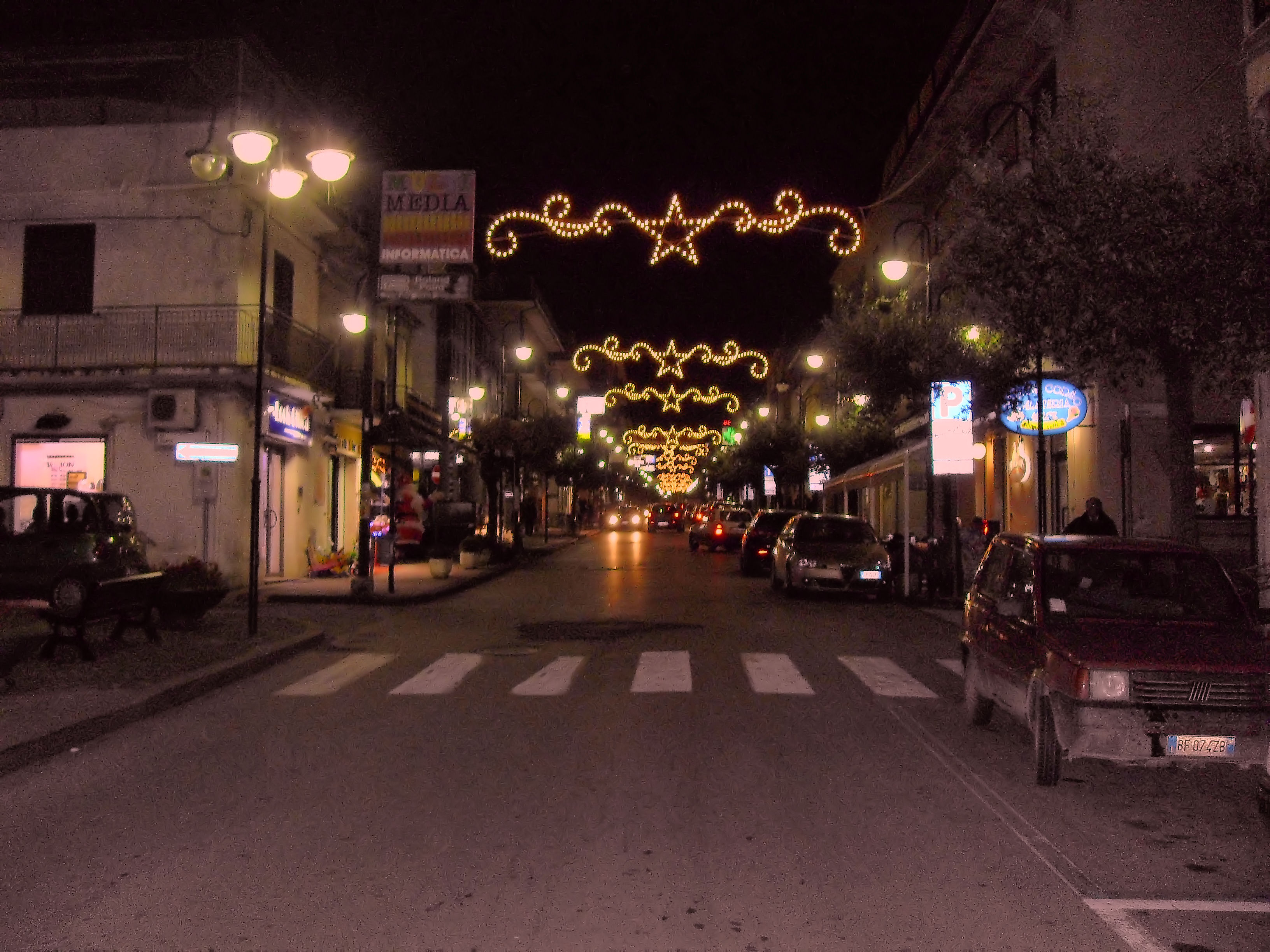
Улица Corso Italia на рождественской фотографии, 2010 г.

### Вино
Среди местного вина выделяются марки Savuto и Gallo.

## Уроженцы Кампоры
- Анджело Вадаччино, (1890—1976), партизан, крестьянин и политический активист, кампорессы его называли «Мастер Анджело».
- Фабриццио Филиппо, канадско-американский актёр и сценарист.
- Фабиан Маззай, аргентино-испанский актёр и сценарист, известный также как Горацио по ТВ «Un Paso Adelante», родители называли его Маринелла.
- Джером Руджеро, итальянский модельер, известный мастер мужской одежды. Отец Бонавентура, был родом из окрестности Козза.